# 1481
1481 (MCDLXXXI) a fost un an comun al calendarului iulian, care a început într-o zi de luni.

## Evenimente
- 8 iunie: Bătălia de la Râmnic. Confruntare între oastea condusă de Ștefan cel Mare și cea condusă de Basarab cel Tânăr, încheiată cu victoria lui Ștefan.

## Arte, științe, literatură și filozofie
- Leonardo da Vinci începe pictura (rămasă neterminată) Adorația Magilor.
- Sandro Botticelli începe să picteze alegoria Primăvara (finalizată în 1482).

## Nașteri
- 1 iulie: Regele Christian al II-lea al Danemarcei și Norvegiei (d. 1559)

## Decese
- 21 mai: Regele Christian I al Danemarcei, 55 ani (n. 1426)